# Judit
Judit (en hebreu: יהודית, "jueva") és un personatge bíblic, protagonista del Llibre de Judit, relat deuterocanònic de l'Antic Testament del cànon bíblic catòlic i ortodox. Tot i ésser un personatge fictici, és venerat com a santa en diverses confessions cristianes.

## Història de Judit
Segons el relat, Judit era una vídua hebrea, filla de Merarí, en plena guerra d'Israel contra l'exèrcit assiri. De belles faccions, bona educació i enorme pietat, zel religiós i passió patriòtica, Judit descobreix que el general invasor, Holofernes, s'ha enamorat d'ella. Acompanyada de la seua criada, la vídua descendeix de la seua ciutat emmurallada i assetjada per l'exèrcit estranger, Betúlia, i, enganyant el militar per fer-li creure que està enamorada d'ell, aconsegueix entrar a la seua tenda de campanya. Una vegada allà, el sedueix, però en lloc de cedir als reclams galants del general, l'embriaga sense que se n'adoni. Quan Holofernes cau adormit per l'alcohol, Judit, amb l'ajut de la criada, li talla el cap i marxa. Quan els assiris descobreixen el seu cap mort, se sembra la confusió en l'exèrcit, i d'aquesta manera Israel obté la victòria.

## Veneració
Tot i que segurament es tracta d'un personatge imaginari, la tradició la va personificar i va ser venerada com una santa realment existent. S'interpretà que la Bíblia no explicava una faula, sinó que narrava un fet real.
En origen, es tracta d'una narració edificant d'exaltació del patriotisme i la religiositat pietosa, probablement amb l'objectiu de donar exemple als lectors.

## Judit en l'art
La història de Judit, especialment l'escena on mata Holofernes o en sosté el cap tallat, ha estat un tema artístic molt utilitzat, sobretot a partir del Renaixement.

### Escultura

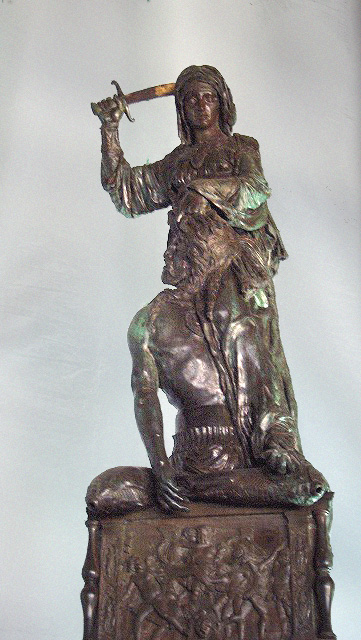
Judit i Holofernes de Donatello

- Judit i Holofernes, la famosa escultura de bronze de Donatello,[5] porta implícit el rerefons al·legòric, ineludible en l'antic Renaixement florentí, del valor de la comuna contra la tirania.

### Pintura
Michelangelo va pintar una Judit en el cantó de la capella Sixtina. Altres pintors italians, que van tractar el tema Botticelli, Giorgione, Tiziano, Paolo Veronese, Caravaggio, Leonello Spada, Bartolomeo Manfredi i Artemisia Gentileschi. En el nord, Lucas Cranach, Rembrandt i Peter Paul Rubens van utilitzar la història. En l'art europeu, Judit normalment va acompanyada per la seua empleada domèstica, el que ajuda a distingir-la de Salomé, que porta el cap d'una font de plata. Tanmateix, hi ha una tradició del Nord en què Judit va acompanyada per la serventa i a més porta una font de plata, el quadro de Erwin Panofsky és pres com a exemple dels coneixements necessaris en l'estudi de la iconografia.
En el Renaixement, especialment a Alemanya hi ha un interés cap a les dones meritòries i heroïnes, quasi igual que cap als seus referents masculins. Els temes que combinen el sexe i la violència també són populars entre els col·leccionistes. Igual que Lucrècia, Judit va ser objecte d'un nombre desproporcionat d'antics gravats, a vegades es mostra despullada. Barthel Beham ha gravat tres composicions del tema, i altres poc coneguts mestres van fer diversos més. Jacopo de'Barberi, Girolamo Mocetta sobre un disseny de Mantegna. Parmigianino, i Jacques Callot també van fer còpies de la matèria. La primera impressió de reproducció de la seua obra, encarregat per Rubens va ser un gravat de Cornelius Galle de la seua violenta "gran Judith", ara en el Palazzo Barberini. Judit és una de les dones virtuoses que Van Beverwijck menciona en la seua disculpa 1639 sobre la superioritat de les dones sobre els hòmens. Judit fou representada per Eglon Van der Neer.

### Música
- Alessandro Scarlatti va escriure un oratori en 1693, La Giuditta.[11]
- Juditha triumphans, oratori, fou escrit en 1716 per Antonio Vivaldi.[12]
- Mozart va compondre en 1771 l'oratori Betulia Liberata (KV 118), amb un llibret de Pietro Metastasio.
- Judit és una òpera del compositor rus Aleksandr Serov.[13]

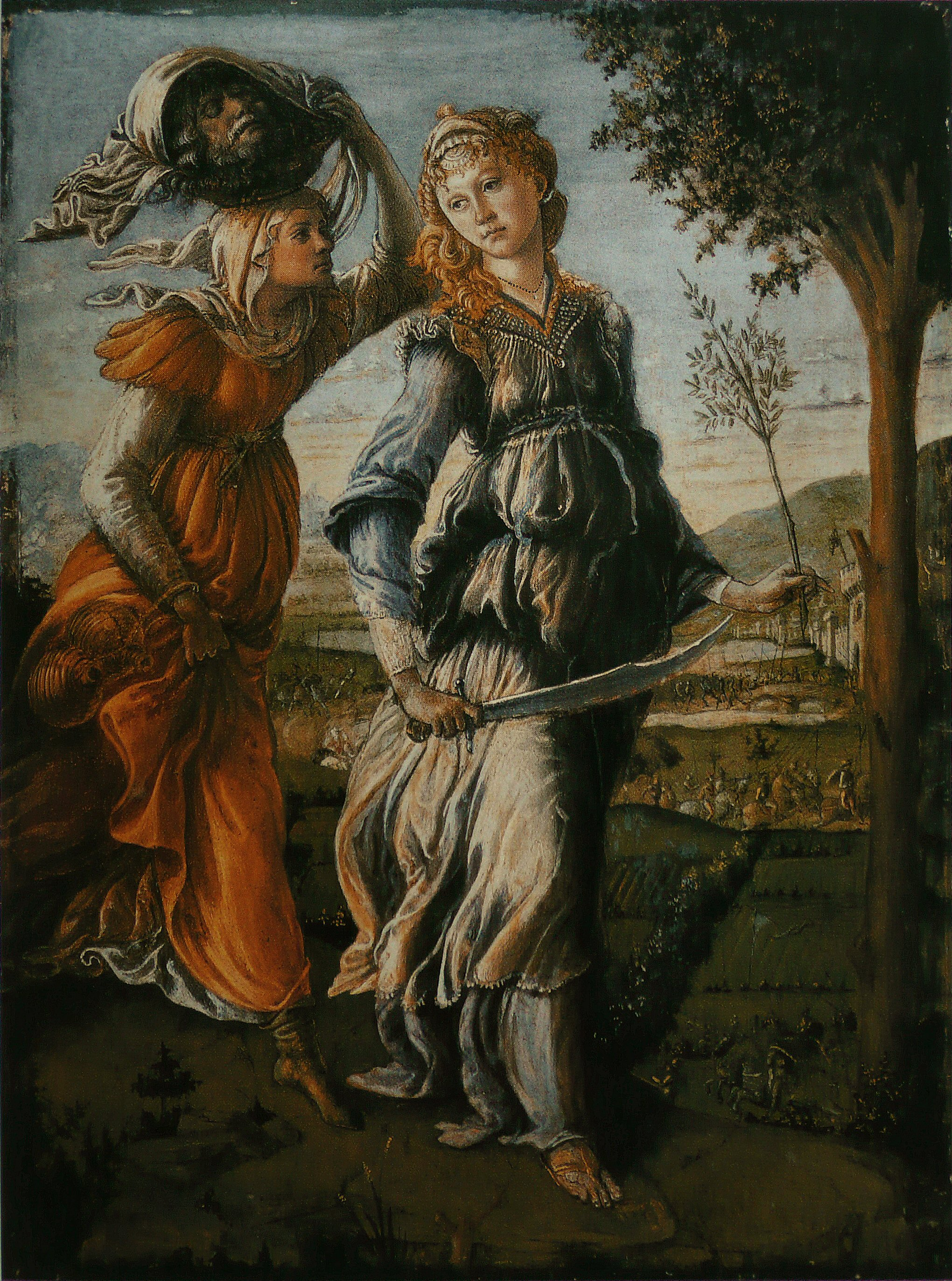
Judit tornant a Betúlia, per Botticelli, ca. 1470
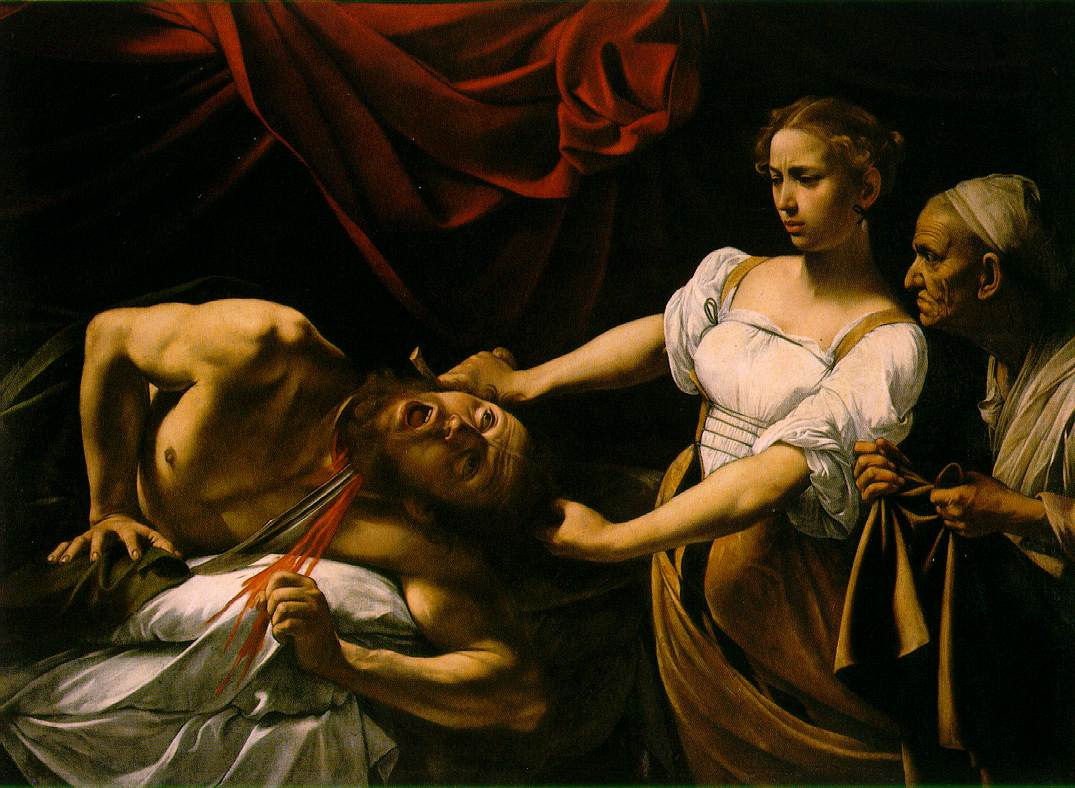
Caravaggio.- Judit decapitant Holofernes
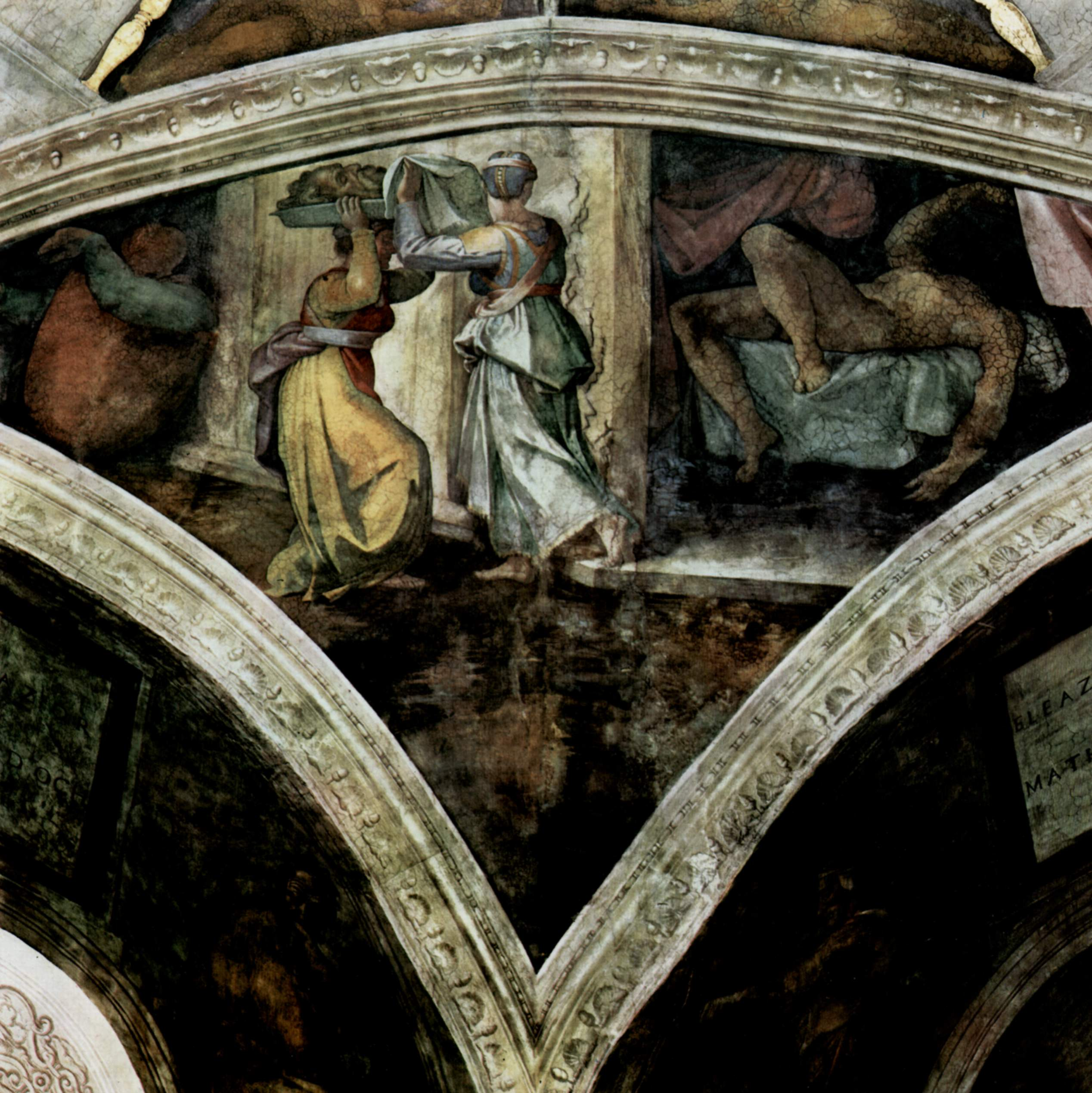
Michelangelo Judith portant el cap d'Holofernes
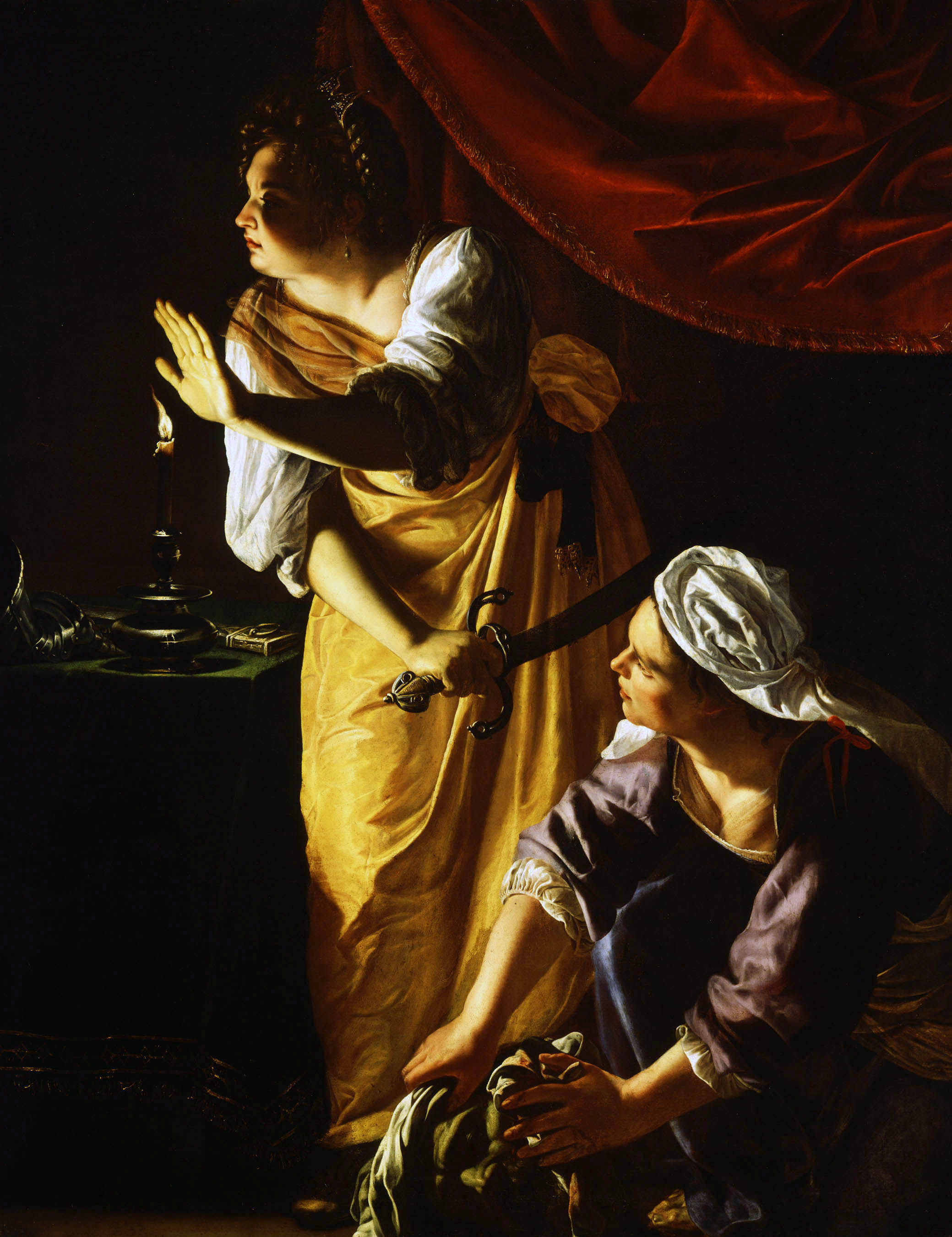
Judit matant a Holofernes de Artemisia Gentileschi
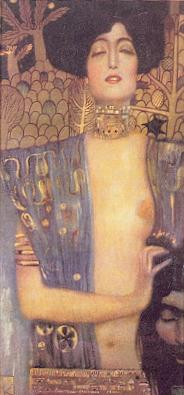
Judit I de Gustav Klimt
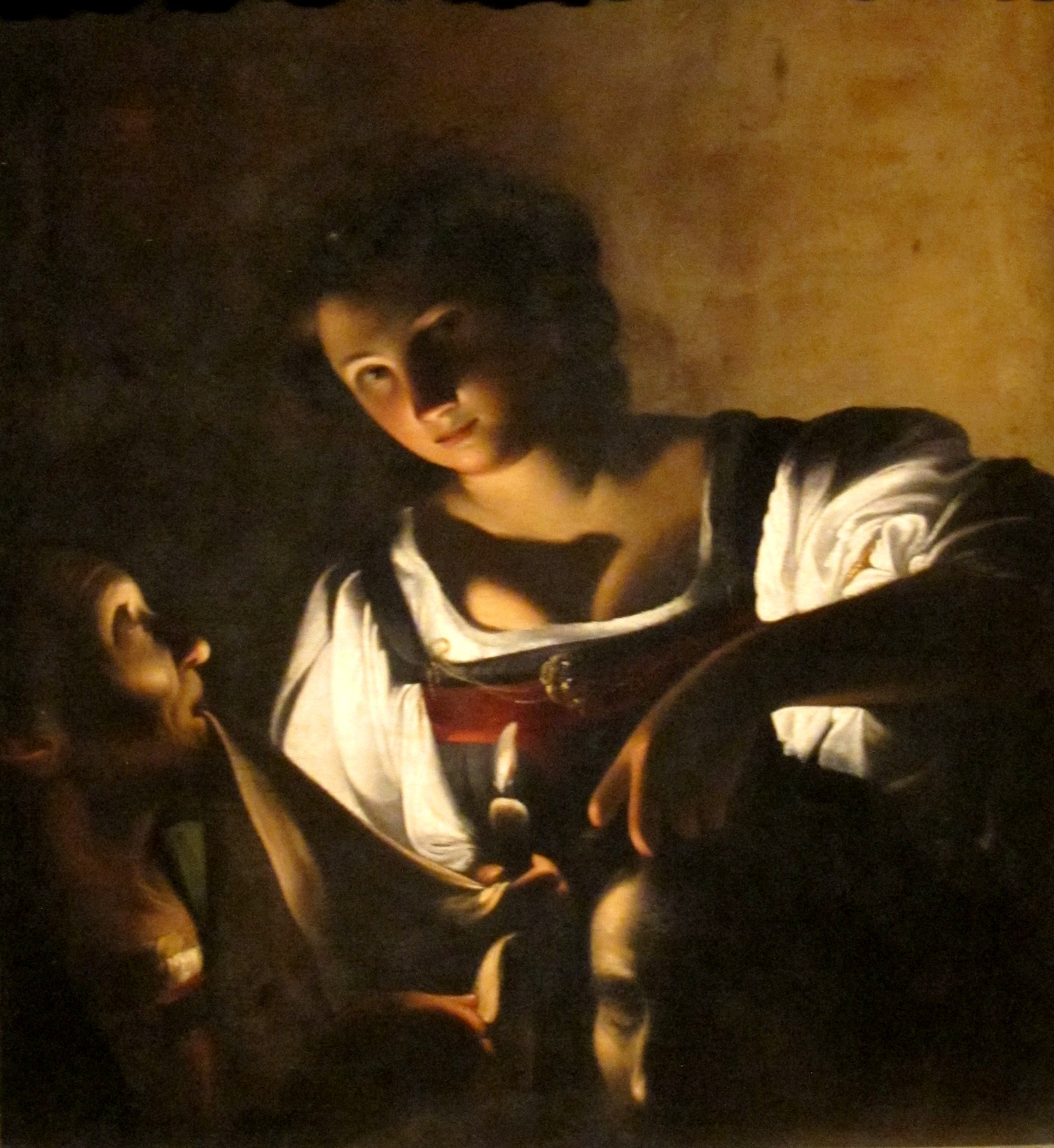
Judit amb el cap d'Holofernes de Carlo Saraceni

### Prosa i poesia
L'abat anglosaxó Aelfric d'Eynsham va escriure una homilia sobre Judit coneguda com l'Homilia de Judit. Un poema escrit en anglès antic també tracta a la decapitació de Holofernes. Es coneix com el Poema de Judit.
En el Renaixement, la història de Judit es va convertir en un exemplum de la valentia de la població local contra els governs tirànics estrangers. L'humanista dàlmata Marko Marulic (1450-1524) reformula la història de Judit en la seua obra literària renaixentista, Judita. La seua inspiració va vindre de l'heroica lluita dels croats contra els otomans a Europa.
En 1841, Friedrich Hebbel va publicar el drama Judith, escrit en alemany.